# Champfrémont
Champfrémont – miejscowość i gmina we Francji, w regionie Kraj Loary, w departamencie Mayenne.
Według danych na rok 1990 gminę zamieszkiwało 241 osób, a gęstość zaludnienia wynosiła 18 osób/km² (wśród 1504 gmin Kraju Loary Champfrémont plasuje się na 1031. miejscu pod względem liczby ludności, natomiast pod względem powierzchni na miejscu 852.).